# Ordre de la famille royale d'Élisabeth II
L'ordre de la famille royale d'Élisabeth II (en anglais : Royal Family Order of Elizabeth II) est une distinction honorifique décernée aux membres féminins de la famille royale britannique par la reine Élisabeth II.

## Histoire
L'ordre de la famille royale d'Élisabeth II est créé en 1952, année de son accession au trône après la mort de son père, George VI. Personne n'a été distingué de cet ordre après la mort de la reine le 8 septembre 2022.

## Description
L'ordre de la famille royale représente la jeune Élisabeth II en tenue de soirée, portant le ruban et l'étoile de l'ordre de la Jarretière. La miniature peinte sur verre (sur ivoire jusqu'en 2017) est bordée de diamants et surmontée de la couronne Tudor en diamants et émail rouge. Le revers en vermeil est orné de rayons et représente le monogramme royal et la couronne de saint Édouard en or et émail. Le ruban en moire, jaune chartreuse, forme un nœud. Ce ruban est porté lors d'événements officiels. Il est épinglé à la robe de la récipiendaire sur l'épaule gauche.

## Récipiendaires

### Membres actuels
- 1952 : la princesse Alexandra (cousine d'Élisabeth II)[2]
- 1961 : la duchesse de Kent (épouse du prince Edward, cousin d'Élisabeth II)[3]
- 1969 : la princesse Anne, princesse royale (fille d'Élisabeth II)[4]
- 1973 : la duchesse de Gloucester (épouse du prince Richard, cousin d'Élisabeth II)[5]
- 2004 : la duchesse d'Édimbourg (épouse du prince Edward, fils d'Élisabeth II)[6]
- 2007 : la reine consort (épouse du roi Charles III, fils d'Élisabeth II)[7]
- 2017 : la princesse de Galles (épouse du prince William, petit-fils d'Élisabeth II)[8]

### Membres décédés
- 1952 : la reine mère (mère d'Élisabeth II)[4]
- 1952 : la reine Mary (grand-mère d'Élisabeth II)[4]
- 1952 : la princesse Margaret (sœur d'Élisabeth II)[4]
- 1952 : la princesse Mary, princesse royale (tante d'Élisabeth II)[4]
- 1952 : la princesse Alice, duchesse de Gloucester (épouse du prince Henry, oncle d'Élisabeth II)[4]
- 1952 : la princesse Marina, duchesse de Kent (épouse du prince George, oncle d'Élisabeth II)[4]
- 1952 : la comtesse d'Athlone (épouse du prince Alexander, grand-oncle d'Élisabeth II)[9]
- 1981 : la princesse de Galles (épouse du prince Charles, fils d'Élisabeth II)[4]